# Achmed de Kom
Achmed de Kom (Paramaribo, 15 februari 1959) is een voormalige Nederlandse sprinter. Hij werd meervoudig Nederlands kampioen op verschillende in- en outdoor sprintafstanden. Ook verbeterde hij meerdere malen de Nederlandse records op de 100 m en de 200 m.

## Loopbaan
In 1984 behaalde De Kom zijn eerste succes door Nederlands kampioen te worden op de 200 m. In het jaar ervoor werd hij op de 60 m tijdens de Nederlandse indoorkampioenschappen nog tweede achter Mario Westbroek. Zijn sterkste jaar was 1988. Toen verbrak hij al zijn persoonlijke records en liep hij een Nederlands record op de 100 m in 10,25 s. Dit record werd tien jaar later verbroken door Patrick van Balkom.
In 1987 vertegenwoordigde Achmed de Kom Nederland op de wereldkampioenschappen in Rome. Op de 100 m sneuvelde hij in de kwartfinale met 10,45. Op de 200 m liep hij 21,11 in de voorrondes en werd hij in de kwartfinale uitgeschakeld met een zevende plaats.
De Kom brak door als sprinter bij de Rotterdamse atletiekvereniging Metro, in 1983 werd hij met deze vereniging nationaal kampioen op de 4 x 100 m estafette. In 1984 sloot hij zich aan bij de Amsterdamse atletiekvereniging AAC.
Op 18 augustus 1989 schorste de tuchtcommissie van de Koninklijke Nederlandse Atletiek Unie hem voor achttien maanden, waarvan tien voorwaardelijk, omdat De Kom tijdens de nationale titelstrijd, op 8 juli in Hengelo, een vrouwelijk jurylid had geslagen. Vanwege de hitte had de nationaal recordhouder op de 100 en 200 m het jurylid om een koel drankje gevraagd. De official weigerde, omdat De Kom volgens haar niet in de jurykamer hoorde te komen, waarna de sprinter boos reageerde en haar en flinke tik verkocht.
Aan zijn loopbaan als trainer kwam een vroegtijdig einde, na het aanbieden van voedingssupplementen met doping aan jonge sporters. De Atletiekunie royeerde hem daarvoor.

## Nederlandse kampioenschappen
Outdoor
| Onderdeel | Jaar                         |
| --------- | ---------------------------- |
| 100 m     | 1986, 1987, 1988             |
| 200 m     | 1984, 1985, 1986, 1987, 1988 |

Indoor
| Onderdeel | Jaar       |
| --------- | ---------- |
| 60 m      | 1986, 1988 |
| 200 m     | 1985       |

## Nederlandse records
- 100 m - 10,49 (1986)
- 100 m - 10,44 (1987)
- 100 m - 10,35 (1987)
- 100 m - 10,33 (1987)
- 100 m - 10,25 (1988)
- 200 m - 20,92 (1987)
- 200 m - 20,75 (1987)
- 200 m - 20,60 (1987)
- 200 m ind. - 21,37 (1988)

## Persoonlijke records
Outdoor
| Afstand | Prestatie       | Datum            | Plaats     |
| ------- | --------------- | ---------------- | ---------- |
| 100 m   | 10,25 s (ex-NR) | 9 juni 1988      | Bratislava |
| 200 m   | 20,60 s (ex-NR) | 16 augustus 1987 | Keulen     |

Indoor
| Afstand | Prestatie       | Datum           | Plaats    |
| ------- | --------------- | --------------- | --------- |
| 50 m    | 5,92 s          | 16 januari 1988 | Zwolle    |
| 60 m    | 6,77 s          | 7 februari 1988 | Karlsruhe |
| 200 m   | 21,37 s {ex-NR) | 7 februari 1988 | Karlsruhe |